# Masahiro Sukigara
Masahiro Sukigara (Tòquio, 2 d'abril de 1966) és un futbolista japonès.

## Selecció japonesa
Va formar part de l'equip olímpic japonès a la Copa d'Àsia de 1988.